# 貯蓄の日
貯蓄の日（ちょちくのひ）は、貯蓄に関する記念日である。

## 日本
1952年、日本銀行が、10月17日を勤労の収穫物であるお金を、無駄遣いせずに大切にしようという意味を込め、制定された。
10月17日に伊勢神宮で、その年に収穫された穀物でつくったお酒などを収穫への感謝の気持ちを込めてまつる、神嘗祭（かんなめさい）に由来する。

## 韓国
1964年9月25日に制定された。10月の最終週の火曜日。2016年3月に「金融の日」に名称変更された。詳細は韓国版を参照。